# Flämmlinge
Die Flämmlinge (Gymnopilus) sind eine Pilzgattung aus der Familie Hymenogastraceae. Die kleinen bis großen Fruchtkörper haben einen rüblings- oder ritterlingsartigen Habitus, überwiegend gelbe bis braune Farben und wachsen einzeln, in Gruppen oder büschelig an Holz oder auf dem Boden.
Die Typusart ist Gymnopilus liquiritiae.

## Merkmale

### Makroskopische Merkmale
Das Farbspektrum der Fruchtkörper reicht von gelb, ocker über rostfarben, orangebraun, rostbraun, rotbraun bis hin zu dunkelbraun, eine Art besitzt einen oliven Ton, nicht nordische Arten haben auch purpurne bis violette Farben. Der halbkugelige, zugespitzte, glockenförmige, gewölbte bis flach ausgebreitete Hut hat eine abgeflachte bis kleine Spitze oder einen breiten Buckel. Die überwiegend trockene Huthaut (Pileipellis) ist glatt bis feinfaserig, eingewachsen-faserig bis faserschuppig strukturiert. Selten zeigt sie einen leichten Glanz, ist aber weder durchscheinend gerieft noch verändert sie beim Abtrocknen ihre Farbe (nicht hygrophan). Die ausgerandeten und mit einem Zahn herablaufenden, meist segment- bis flaschenförmigen Lamellen sind gelb, rostgelb bis orangegelb gefärbt, später rostbraun, selten dunkelbraun gefärbt. Das Sporenpulver hinterlässt einen rostbraunen Abdruck. Der zylindrische oder zur Basis hin breiter werdende Stiel hat eine glatte, faserige oder faserig-haarige Oberfläche. Die Teilhülle (Velum partiale) ist, sofern vorhanden, als flüchtige Ringzone oder gespinstartiger Schleier (Cortina) ausgeprägt, in einem Fall als häutiger Ring (Annulus). Das Fleisch (Trama) riecht unspezifisch und schmeckt meist bitter.

### Mikroskopische Merkmale
Die elliptischen, eiförmig-elliptischen, mandelförmig-elliptischen, mandelförmigen oder fast kreisrunden Sporen sind feinwarzig, warzig bis warzig-gerunzelt ornamentiert. Die Sporen einiger Arten haben eine suprahilare Delle und/oder eine suprahilare Plage, aber keinen Keimporus. Sie sind rostgelb bis rostbraun und verfärben sich unter der Zugabe von Melzers Reagenz schwach oder stark rot (dextrinoide Farbreaktion). An den Sporenständern (Basidien) reifen (2–)4 Sporen heran. Die sterilen Elemente an den Lamellen (Cheilozystiden) sind fast zylindrisch, flaschenförmig breit flaschenförmig, spindelig, knochenförmig und haben meist eine fast kopfige bis kopfige Spitze. Sterile Elemente an der Lamellenfläche (Pleurozystiden) sind dagegen selten oder fehlen. Auch Zystiden mit granulos-gelblichem, unter der Zugabe von Ammoniak oder Kalilauge intensiv gelb verfärbendem Inhalt (Chrysozystiden) fehlen. Die Pilzfäden (Hyphen) haben ein inkrustierendes Pigment und Schnallen an den Querwänden (Septen).

## Ökologie
Flämmlinge leben saprobiontisch an Totholz, auf dem Erdboden, auf Rohhumus, Torf, angekokeltem Holz sowie Brandstellen. Eine Art besiedelt Gräser. Selten wachsen sie zwischen Torfmoosen oder sind parasitisch an den Wurzeln oder am Stammgrund von Bäumen zu finden.

## Arten

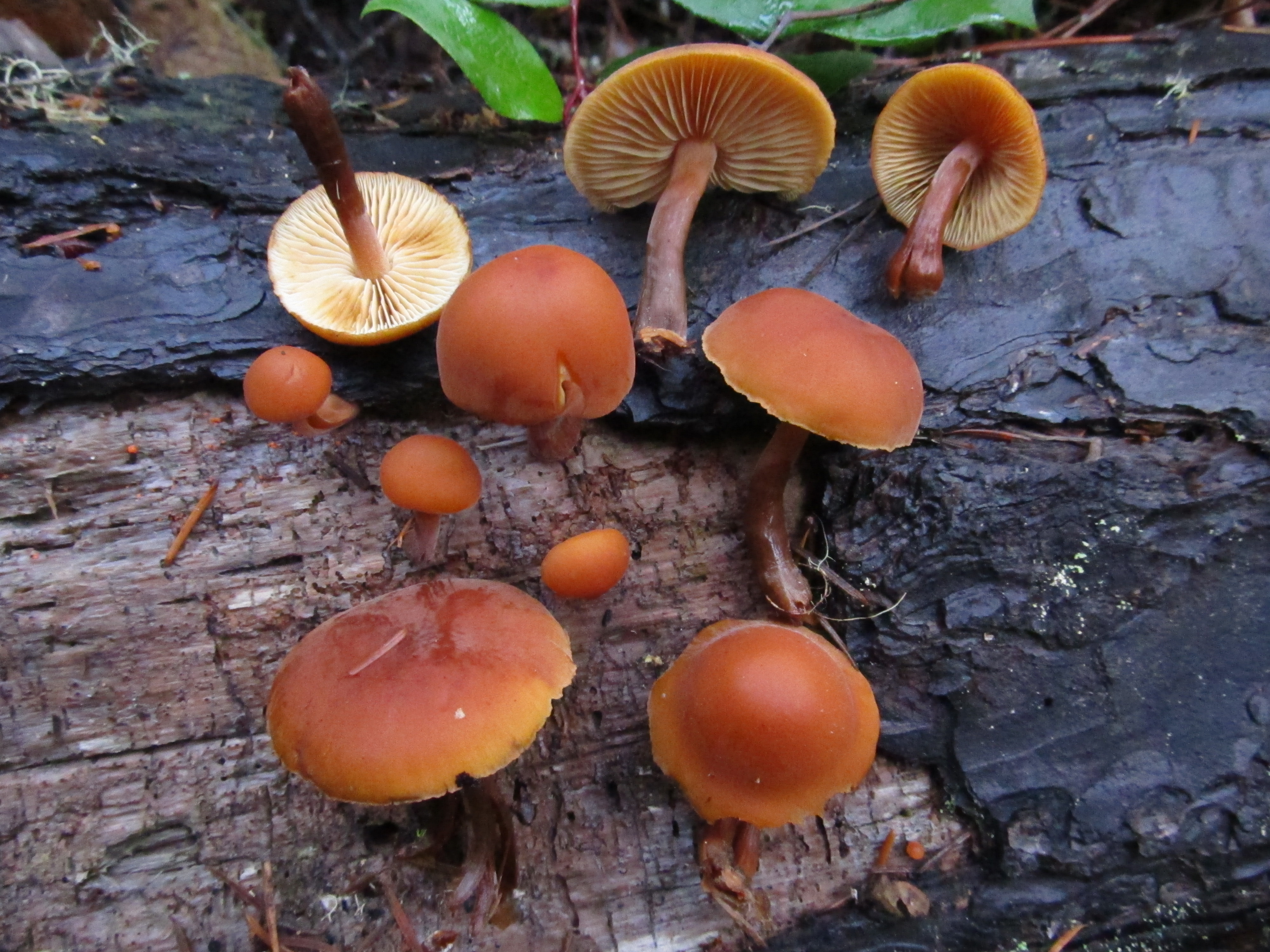
Kugelsporiger Flämmling Gymnopilus josserandii
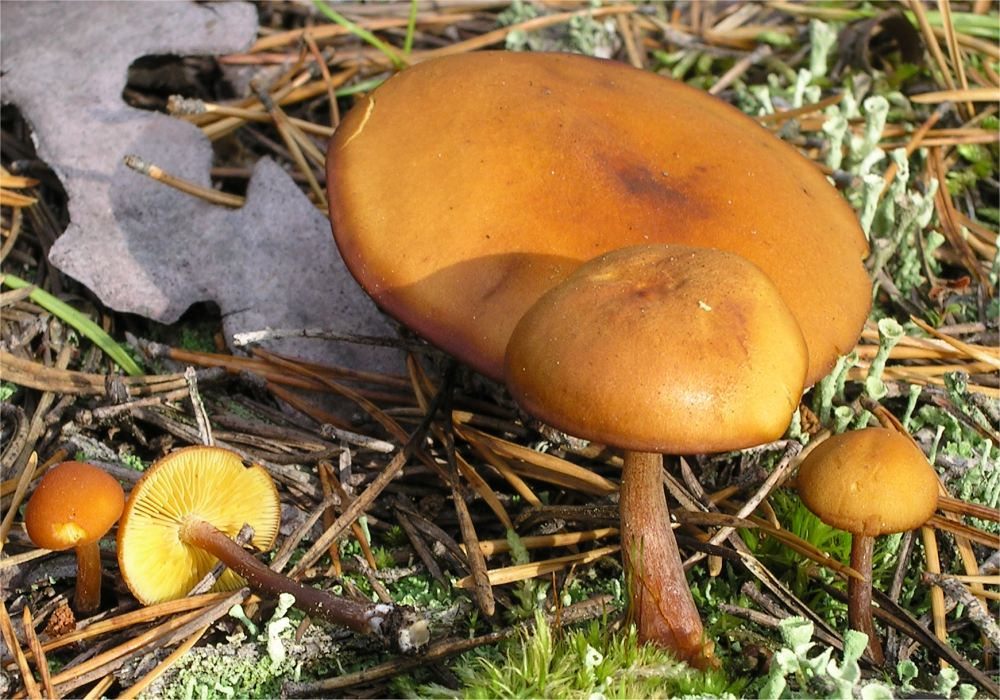
Dunkelstieliger oder Rotbrauner Flämmling Gymnopilus picreus
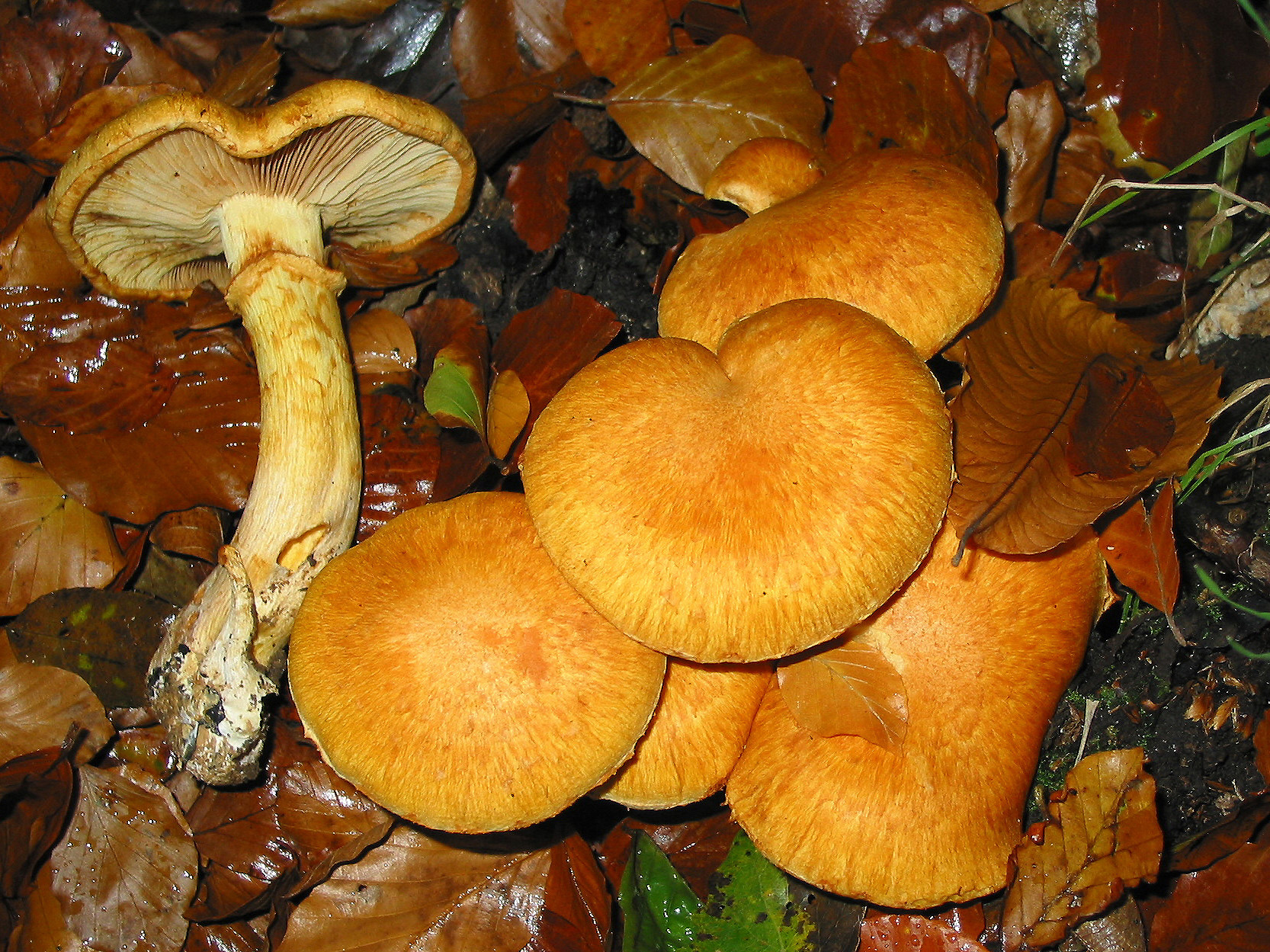
Beringter oder Prächtiger Flämmling Gymnopilus junonius
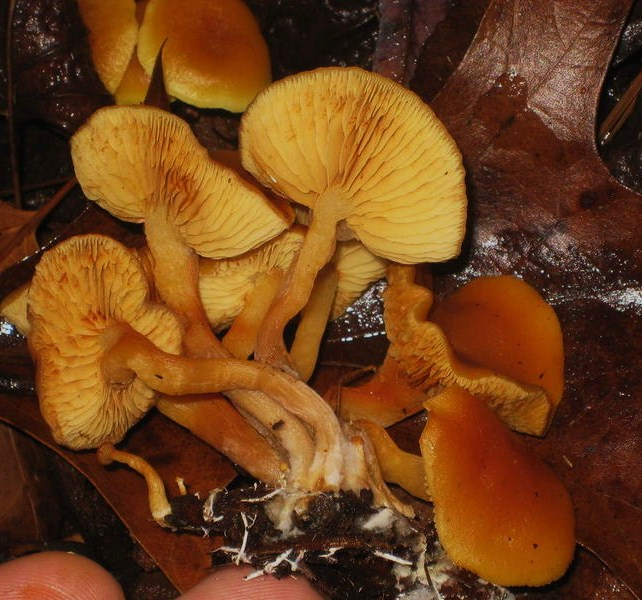
Samtschuppiger Tannen-Flämmling Gymnopilus sapineus

Weltweit umfassen die Flämmlinge ca. 200 Arten, in Europa kommen 20 Spezies vor bzw. sind dort zu erwarten.
| Flämmlinge (Gymnopilus) in Europa |                                      |                                                |
| \| Deutscher Name \| Wissenschaftlicher Name \| Autorenzitat \| \| ------------------------------------------ \| ------------------------------------ \| ---------------------------------------------- \| \| \| Gymnopilus arenophilus \| A. Ortega & Esteve-Raventós 2005 \| \| Hübscher oder Kleinsporiger Flämmling \| Gymnopilus bellulus \| (Peck 1873) Murrill 1917 \| \| Pfifferlings- oder Cantharellen-Flämmling \| Gymnopilus cantharelloides \| Camboni & Migliozzi 2004 \| \| \| Gymnopilus corsicus \| Romagnesi 1977 \| \| Brandstellen-Flämmling \| Gymnopilus decipiens \| (Saccardo 1887) P.D. Orton 1960 \| \| Purpur-Flämmling \| Gymnopilus dilepis \| (Berkeley & Broome 1871) Singer 1951 ('1949') \| \| Gras- oder Blassgelber Flämmling \| Gymnopilus flavus \| (Bresadola 1905) Singer 1951 ('1949') \| \| Moor- oder Moos-Flämmling \| Gymnopilus fulgens \| (J. Favre & Maire 1937) Singer 1951 ('1949') \| \| Faserigberingter Flämmling \| Gymnopilus hýbridus \| Fries \| \| \| Gymnopilus igniculus \| Deneyer et al. 2002 \| \| Kugelsporiger Flämmling \| Gymnopilus josserandii \| Antonín in Antonín & Škubla 2000 \| \| Beringter oder Prächtiger Flämmling \| Gymnopilus junonius \| (Fries 1821 : Fries 1821) P.D. Orton 1960 \| \| \| Gymnopilus microsporus \| (Singer 1937) Singer 1951 ('1949') \| \| Mehl-Flämmling \| Gymnopilus odini \| (Fries 1863) Kühner & Romagnesi 1953 \| \| Geflecktblättriger oder Gemeiner Flämmling \| Gymnopilus penetrans \| (Fries 1815) Murrill 1912 \| \| Dunkelstieliger oder Rotbrauner Flämmling \| Gymnopilus picreus \| (Persoon 1798 : Fries 1821) P. Karsten 1879 \| \| Purpurschuppiger Flämmling \| Gymnopilus purpuratus \| (Cooke & Massee 1890) Singer 1955 \| \| Samtschuppiger Tannen-Flämmling \| Gymnopilus sapineus \| (Fries 1821 : Fries 1821) Murrill 1912 \| \| \| Gymnopilus sapineus var. microsporus \| E. Ludwig 2001 \| \| Zottiger Flämmling \| Gymnopilus spadiceus \| Romagnesi 1977 \| \| Weißbeschleierter Flämmling \| Gymnopilus stabilis \| (Weinmann 1836) Kühner & Romagnesi in Bon 1985 \| \| Korkeichen-Flämmling \| Gymnopilus suberis \| (Maire 1928) Singer 1951 ('1949') \| |                                      |                                                |
| Deutscher Name | Wissenschaftlicher Name              | Autorenzitat                                   |
| | Gymnopilus arenophilus               | A. Ortega & Esteve-Raventós 2005               |
| Hübscher oder Kleinsporiger Flämmling | Gymnopilus bellulus                  | (Peck 1873) Murrill 1917                       |
| Pfifferlings- oder Cantharellen-Flämmling | Gymnopilus cantharelloides           | Camboni & Migliozzi 2004                       |
| | Gymnopilus corsicus                  | Romagnesi 1977                                 |
| Brandstellen-Flämmling | Gymnopilus decipiens                 | (Saccardo 1887) P.D. Orton 1960                |
| Purpur-Flämmling | Gymnopilus dilepis                   | (Berkeley & Broome 1871) Singer 1951 ('1949')  |
| Gras- oder Blassgelber Flämmling | Gymnopilus flavus                    | (Bresadola 1905) Singer 1951 ('1949')          |
| Moor- oder Moos-Flämmling | Gymnopilus fulgens                   | (J. Favre & Maire 1937) Singer 1951 ('1949')   |
| Faserigberingter Flämmling | Gymnopilus hýbridus                  | Fries                                          |
| | Gymnopilus igniculus                 | Deneyer et al. 2002                            |
| Kugelsporiger Flämmling | Gymnopilus josserandii               | Antonín in Antonín & Škubla 2000               |
| Beringter oder Prächtiger Flämmling | Gymnopilus junonius                  | (Fries 1821 : Fries 1821) P.D. Orton 1960      |
| | Gymnopilus microsporus               | (Singer 1937) Singer 1951 ('1949')             |
| Mehl-Flämmling | Gymnopilus odini                     | (Fries 1863) Kühner & Romagnesi 1953           |
| Geflecktblättriger oder Gemeiner Flämmling | Gymnopilus penetrans                 | (Fries 1815) Murrill 1912                      |
| Dunkelstieliger oder Rotbrauner Flämmling | Gymnopilus picreus                   | (Persoon 1798 : Fries 1821) P. Karsten 1879    |
| Purpurschuppiger Flämmling | Gymnopilus purpuratus                | (Cooke & Massee 1890) Singer 1955              |
| Samtschuppiger Tannen-Flämmling | Gymnopilus sapineus                  | (Fries 1821 : Fries 1821) Murrill 1912         |
| | Gymnopilus sapineus var. microsporus | E. Ludwig 2001                                 |
| Zottiger Flämmling | Gymnopilus spadiceus                 | Romagnesi 1977                                 |
| Weißbeschleierter Flämmling | Gymnopilus stabilis                  | (Weinmann 1836) Kühner & Romagnesi in Bon 1985 |
| Korkeichen-Flämmling | Gymnopilus suberis                   | (Maire 1928) Singer 1951 ('1949')              |

- Kugelsporiger Flämmling
Gymnopilus josserandii
- Dunkelstieliger oder Rotbrauner Flämmling
Gymnopilus picreus
- Beringter oder Prächtiger Flämmling
Gymnopilus junonius
- Samtschuppiger Tannen-Flämmling
Gymnopilus sapineus